# Pavillon de la Nouvelle-Calédonie et dépendances à l'Exposition coloniale internationale de 1931
Le pavillon de la Nouvelle-Calédonie et dépendances, sous le commissariat d'Auguste-Henri André, est un bâtiment visant à promouvoir et exposer les colonies françaises du Pacifique austral à l'Exposition coloniale internationale de 1931, au bois de Vincennes. Il se divise en trois parties consacrées respectivement aux Nouvelles-Hébrides, à la Nouvelle-Calédonie et aux îles Wallis et Futuna.
L'architecture du pavillon s'inspire des cases kanak, avec un toit conique surmonté d'une flèche faîtière. Le jardin évoque la flore endémique des colonies représentées et est décoré par des sculptures kanak et Ni-Vanuatu.
Au sein du pavillon, afin d'attirer de potentiels colons, le commissariat met en avant l'aspect économique de la colonie. Les salles présentent donc de nombreux produits industriels et agricoles, en faisant des cultures et œuvres autochtones un élément annexe. Les Ni-Vanuatu y sont d'ailleurs décrits comme des « mangeurs d'hommes ».
Au cours de l'Exposition Coloniale, un scandale éclate : une troupe d'une centaine de Kanak, recrutés sur l'île, est installée au sein du zoo du Jardin d'Acclimatation par la Fédération Française des Anciens Coloniaux. Les Kanak, qui pensaient venir faire des représentations de danses autochtones dans le cadre de l'Exposition, sont faussement mis en scène comme des sauvages cannibales et polygames, souffrent de mauvaises conditions de vie et sont même envoyés en Allemagne. L'affaire cause un scandale conséquent et les Kanak, en plus d'une amélioration de leurs conditions de vie, ont finalement la possibilité de se représenter dans un théâtre derrière le pavillon de la Nouvelle-Calédonie et dépendances.

## Informations techniques

### Localisation
Le pavillon de la Nouvelle-Calédonie et dépendances est situé à côté de celui des Établissements français de l’Océanie. Ils sont les deux seuls pavillons coloniaux français de l'exposition consacrés à l'Océanie et font donc partie de l'ensemble des pavillons des colonies françaises. Le pavillon est situé près de l’entrée de la porte de Reuilly, le long de l’avenue des Colonies, l'une des artères principales de l'exposition. En comparaison de la surface attribuée aux autres continents, les pavillons du Pacifique occupent une place réduite.

### Commissariat
Initialement destinée à Roger Bauduin de Belleval, le commissariat du pavillon est finalement donné à Auguste-Henri André, alors contrôleur civil du Maroc, qui est épaulé de Joseph Guyon, alors gouverneur de la Nouvelle-Calédonie.
Un comité central, une commission permanente et des comités locaux (en Nouvelle-Calédonie et aux Nouvelles-Hébrides) sont créés dès 1928. Auguste-Henri André est épaulé par un attaché au commissariat, M.H. Barateau, et des chargés de mission (MM. Larouy, Leenhardt, Baudouin et Thonet).

## L'extérieur du pavillon

### Architecture
Les trois architectes du pavillon, Gustave Saacké, Pierre Bailly et Pierre Montenot, connaissaient la colonie puisqu'ils avaient travaillé sur un projet pour l'hôtel des postes de Nouméa.
Si le terrain concédé au commissariat s'étend sur un hectare, le pavillon n'occupe qu'un peu plus de 295 m². Le reste est occupé par un jardin à l'avant, et par une buvette et le bois préexistant à l'arrière. Le jardin, œuvre du paysagiste Charles Weiss, est agrémenté de « roseaux, bambous, plantes de rocailles et plantes desséchées donnant une impression de brousse et d’aridité ».
Plusieurs sculptures sont disposées dans le jardin. En face du pavillon des Nouvelles-Hébrides, à l'est, se trouvent trois sculptures Ni-Vanuatu : un poteau, un tambour à fente et un tambour à fente bifrons (c'est-à-dire à deux visages opposés). À gauche de l'entrée centrale se trouve un tambour à fente pisciforme horizontal.

Le reste des sculptures ornant le jardin vient de Nouvelle-Calédonie. Il s'agit de six chambranles kanak, dont le nom vernaculaire est jovo. Traditionnellement, ces chambranles servent à maintenir certains éléments de la paroi de la case à l’entrée de celle-ci. Ils sont en bois de houp et représenteraient des défunts. Dans le jardin, ces chambranles sont donc sortis de leur usage initial. Il ne s'agit pas de pièces très anciennes, mais il est probable qu'elles aient servi avant d'arriver au bois de Vincennes.

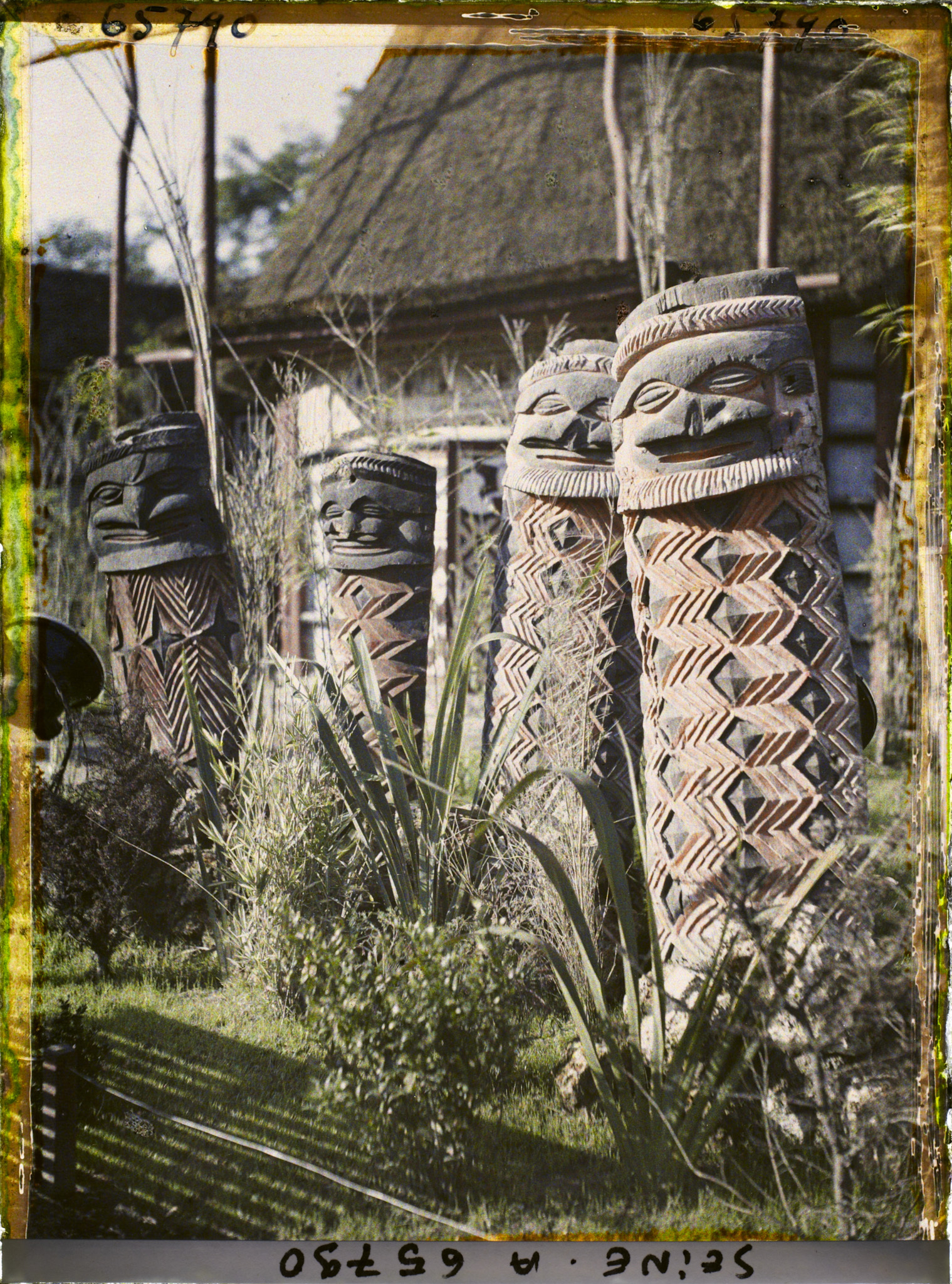
Quatre chambranles jovo dans le jardin, devant le pavillon.
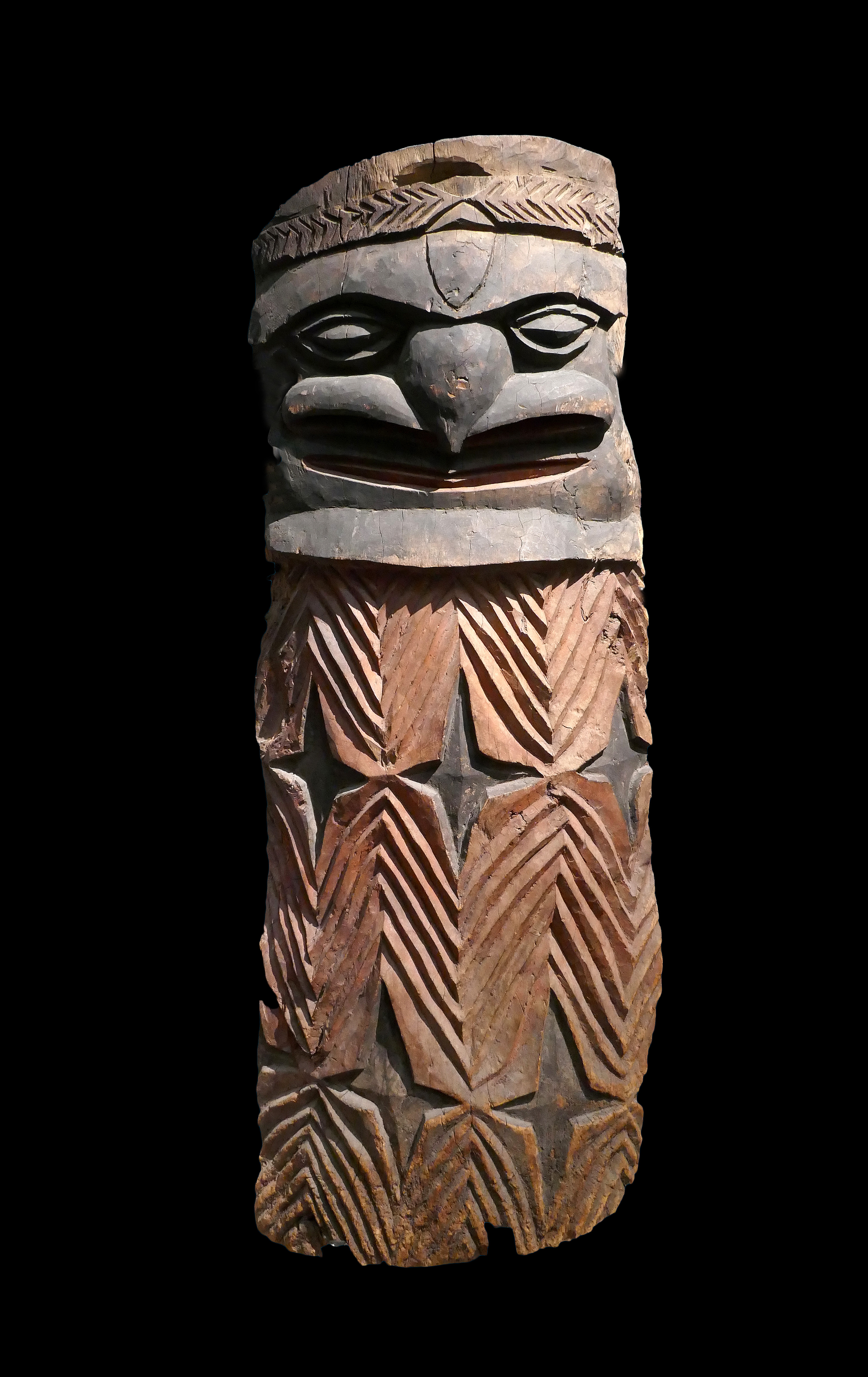
Un des chambranles (à gauche sur la première image).
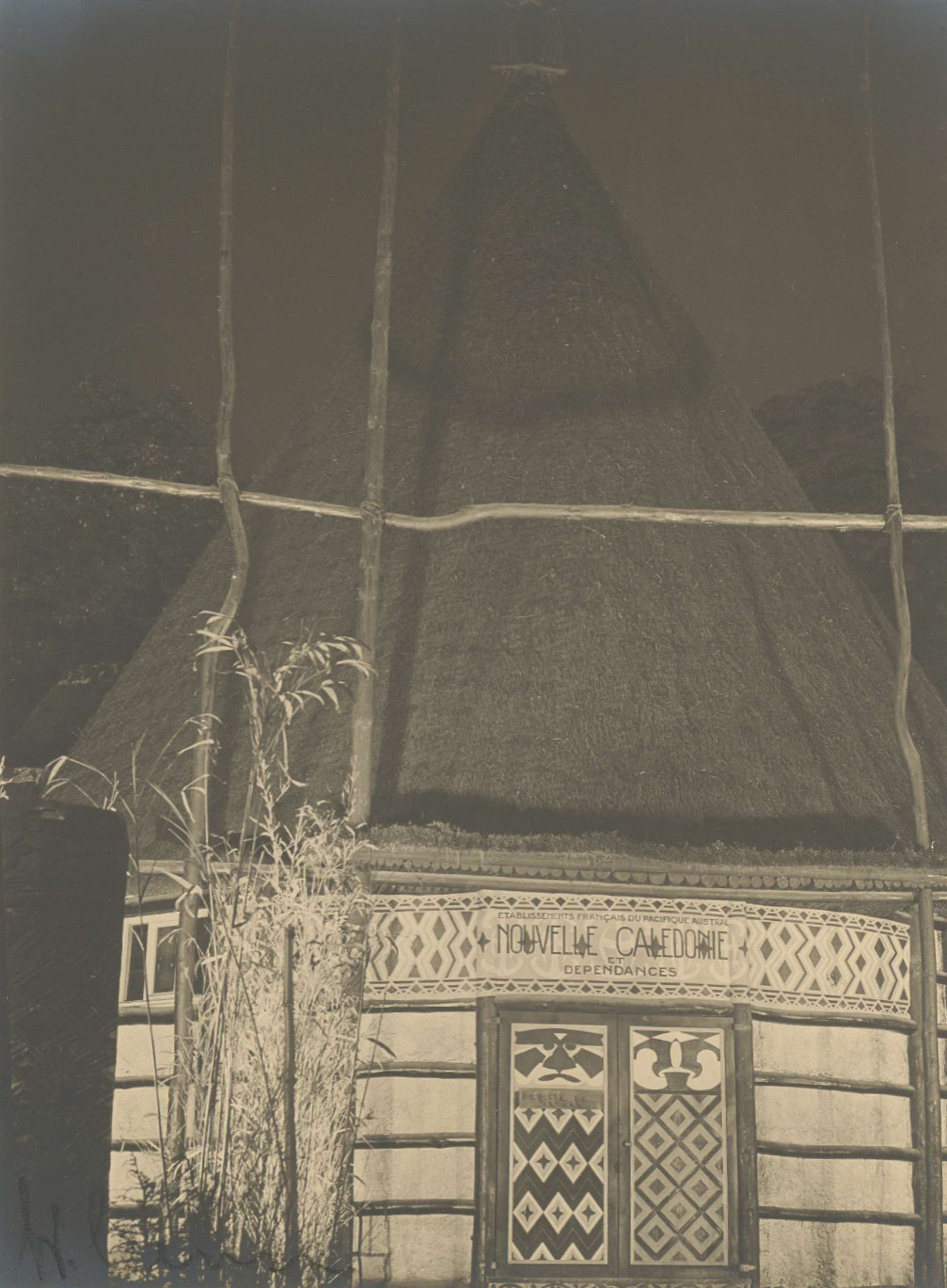
La façade côté Nouvelle-Calédonie.
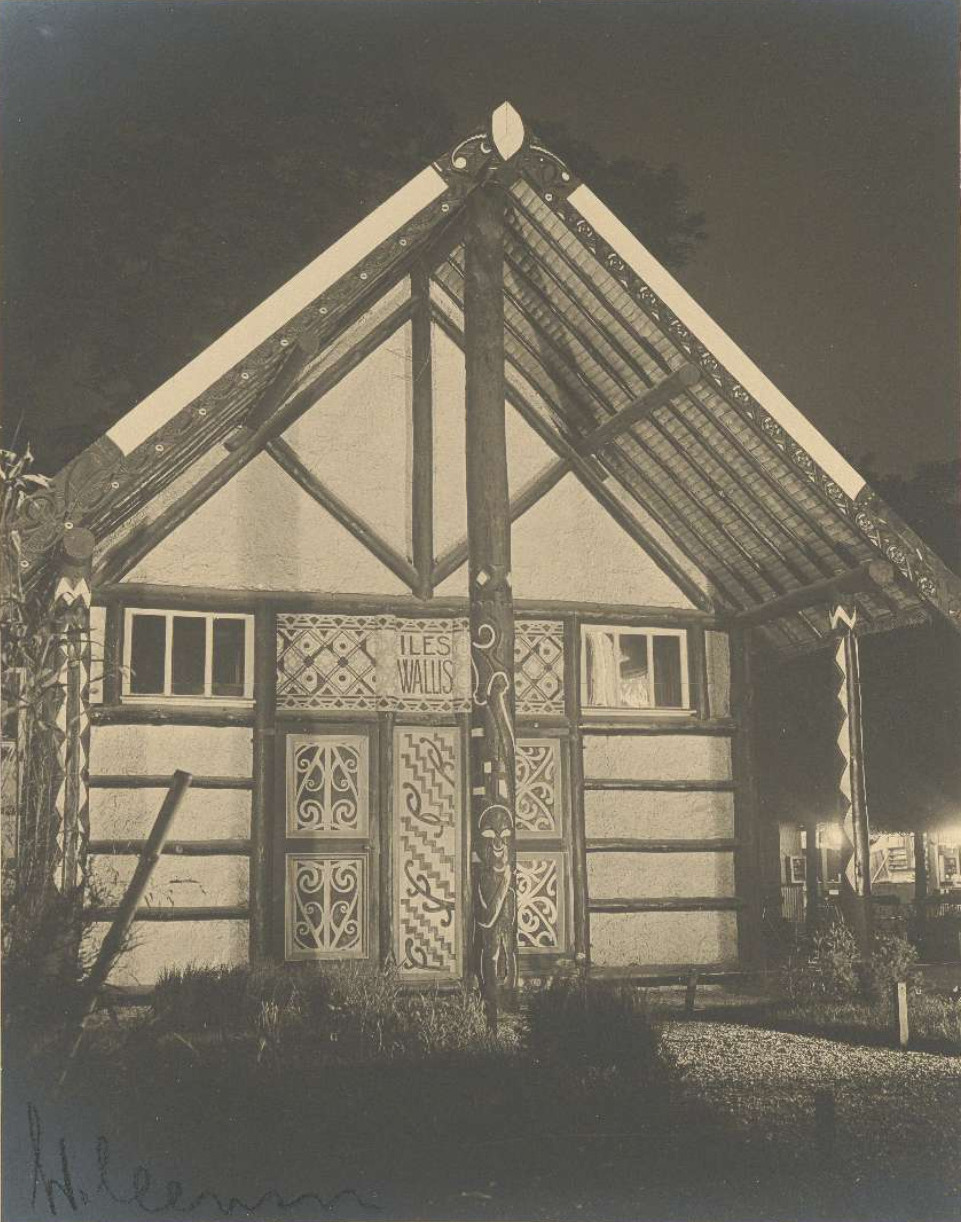
La façade côté Wallis-et-Futuna.

Le plan au sol du pavillon suit une organisation tripartite. Au centre, une case circulaire est coiffée d'un toit haut de 16 mètres recouvert de chaume de paille de bruyère. La case s'inspire des grandes cases kanak traditionnelles, avec un toit conique surmonté d'une flèche faîtière. Ces grandes cases sont des éléments importants dans la vie culturelle kanak : les débats et prises de décisions y sont tenus. De plus, la flèche faîtière du pavillon s'inspire également de la culture traditionnelle, puisqu'elle est extrêmement similaire aux flèches dites du style de Canala.

Pensé dès sa conception comme temporaire, le bâtiment est fait de matériaux légers. Ainsi, les murs ont une ossature de bois recouverte de carreaux de plâtre et d'un crépi tyrolien. Le tout est peint en noir, blanc, rouge ocre et jaune ocre.

Le pavillon (au centre) comparé à une case kanak traditionnelle et une flèche faîtière kanak.
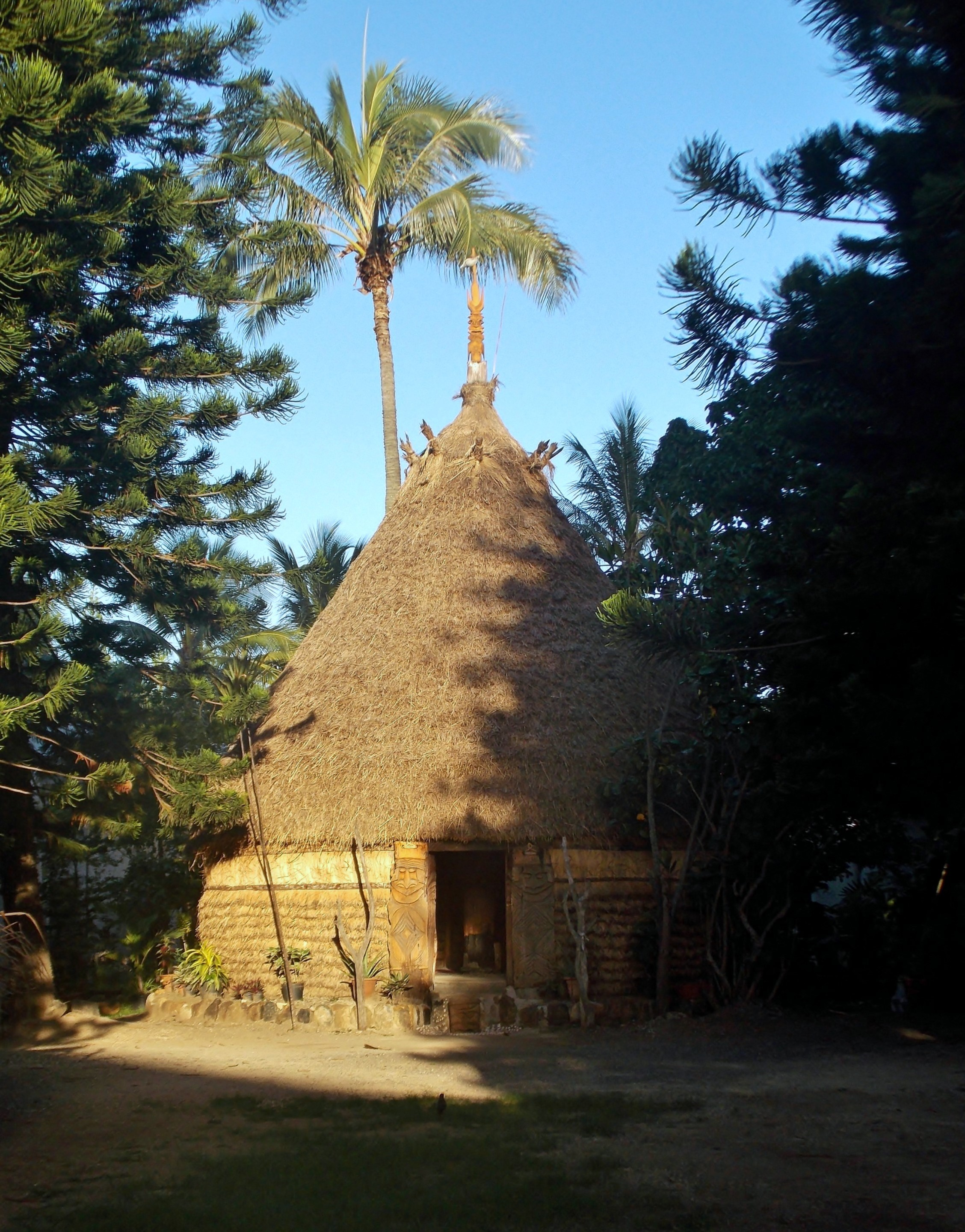
Case de l'aire Djubéa-Kaponé.
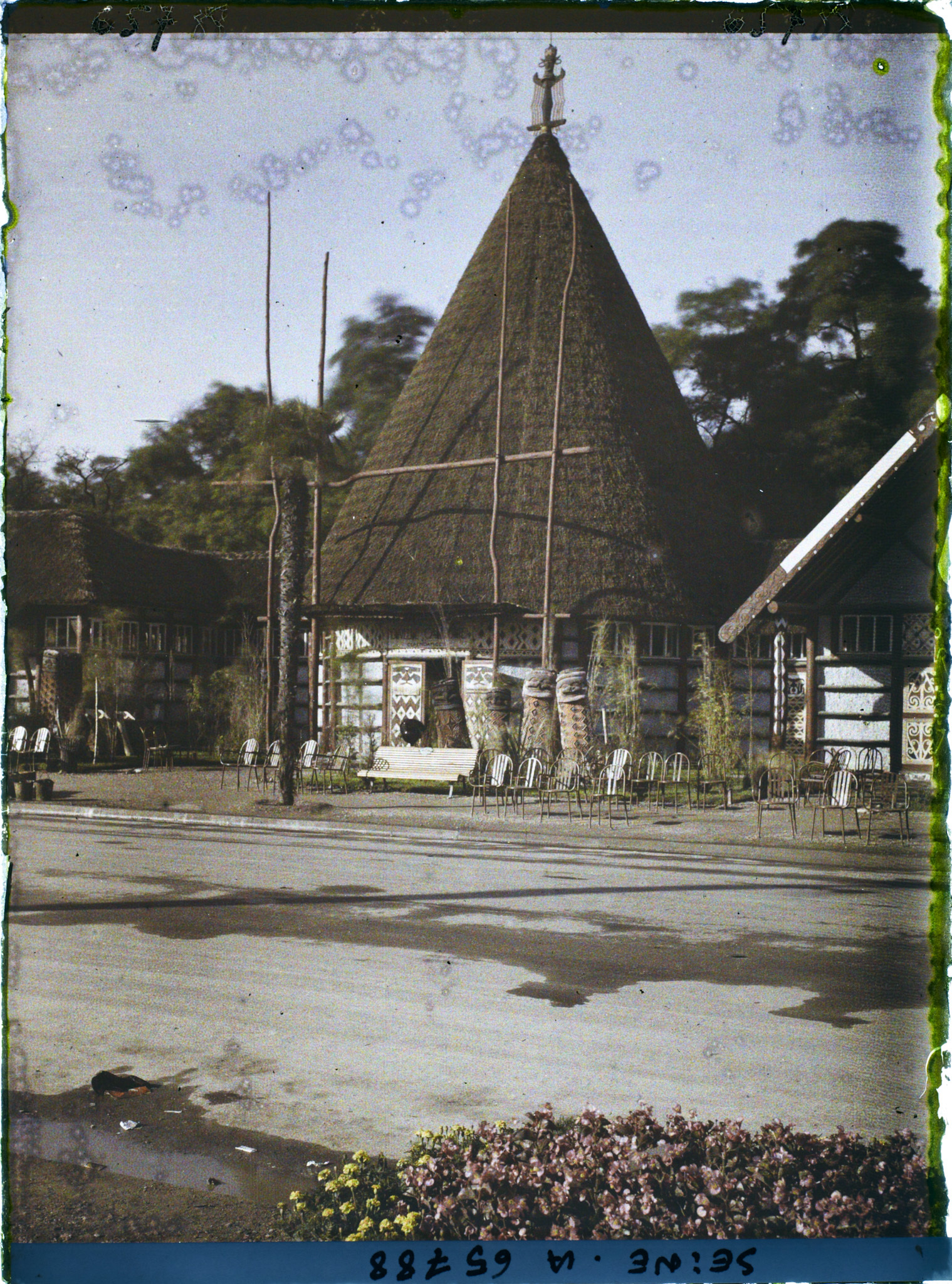
Vue de côté du pavillon.
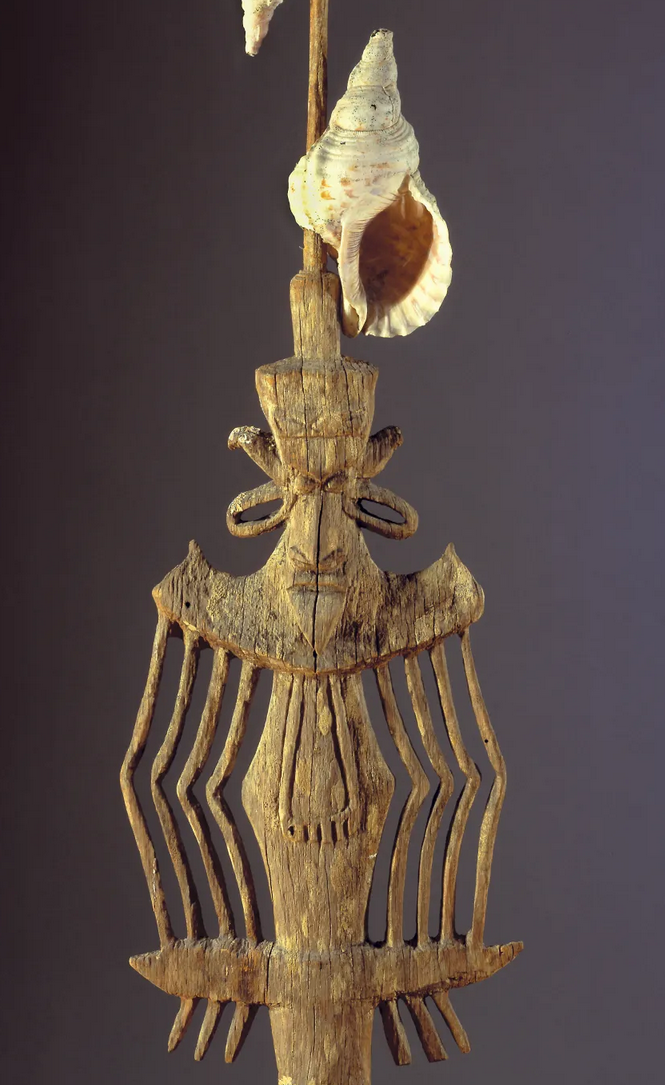
Flèche faîtière bifrons, style de Canala.

À gauche de la case centrale se trouve le pavillon des Nouvelles-Hébrides. Il prend la forme d'un rectangle complété par une rotonde à l'est. À l'arrière du couloir liant la case centrale au pavillon des Nouvelles-Hébrides, se trouvent le bureau du commissariat et les sanitaires. La dernière salle, celle consacrée aux îles Wallis et Futuna, se trouve à droite de la case centrale. Elle prend une forme carrée et est également liée à la case par un petit couloir. Les trois salles sont dotées d'une frise de fenêtres à plus de deux mètres de hauteur. Le fronton de la case de Wallis-et-Futuna est décoré de planches de rive décoratives inspirées de l'art maori et réalisées par le sculpteur Jacques W. Jouan (1907 - 1967), qui s'est inspiré de documents communiqués par la colonie.

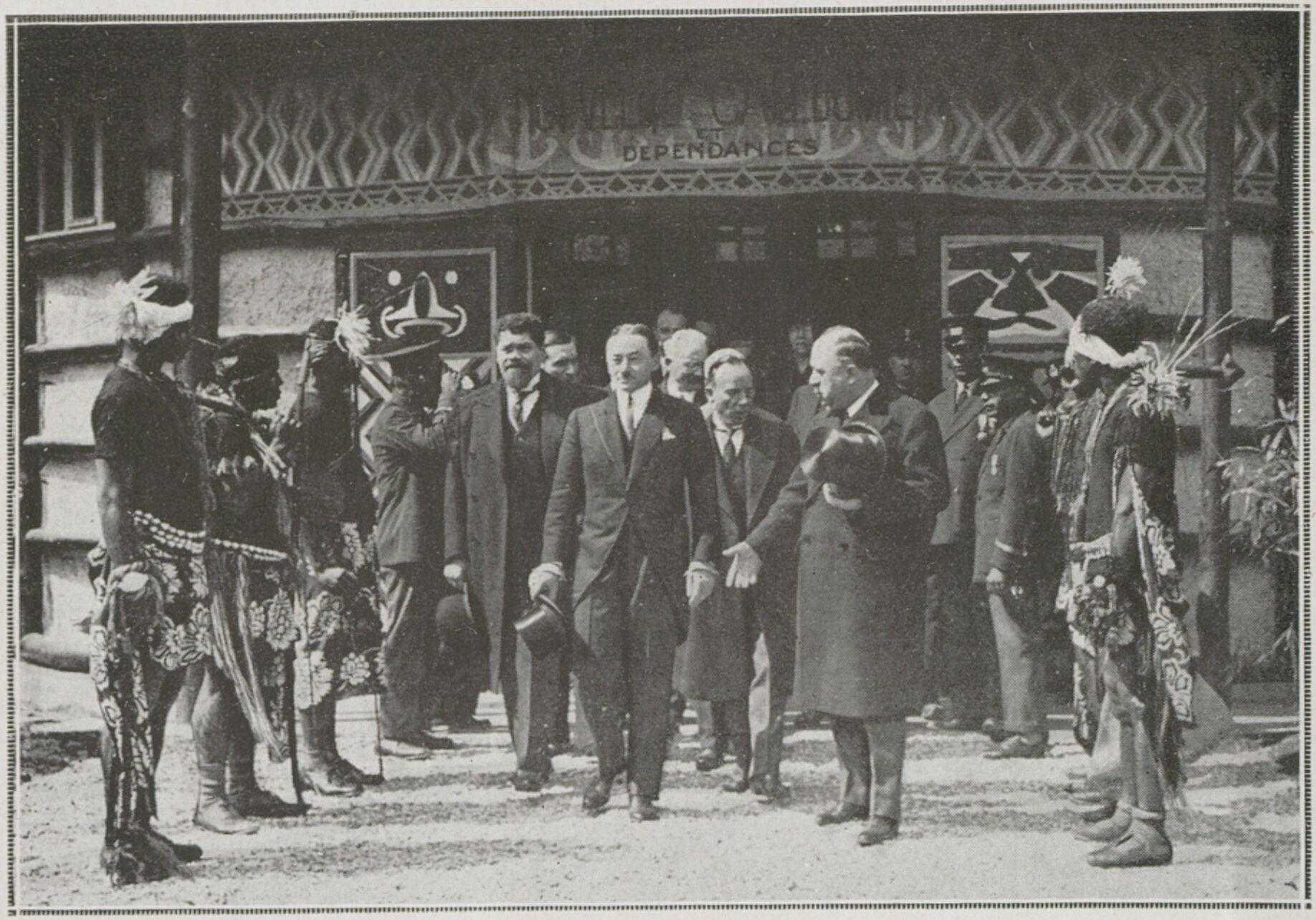
Inauguration du pavillon.

Le reste des décorations du pavillon, qu'elles soient extérieures ou intérieures, sont réalisées par Raymond Virac. Il s'inspire de la vision initiale des architectes.
L'inauguration du pavillon a lieu le matin du 22 mai 1931, journée consacrée aux « possessions lointaines de la France ». Le maréchal Hubert Lyautey, commissaire général de l'exposition, est accompagné par le ministre des Colonies Paul Reynaud. Une troupe de Kanak, recrutée par le Jardin d'Acclimatation, est présente. À cette occasion, accompagnée par Paul Reynaud, la délégation Kanak déguste une tasse de café néo-calédonien dans le bar à café installé au centre du pavillon.

## L'intérieur du pavillon
Si les recherches récentes n'ont pas permis de mettre au jour des photographies de l'intérieur du pavillon, plusieurs sources nous informent sur ce à quoi ressemblaient les salles.
Au milieu de la pièce centrale, consacrée à la Nouvelle-Calédonie, se trouve un bar de dégustation de café où est servie la marque « Le Cagou ». La décoration de ce dernier est effectuée par Raymond Virac, qui s'occupe des décorations murales de tout le pavillon.

### La décoration de l'intérieur
Le sol des salles est recouvert d'un tapis en tissu de coco aux couleurs noir, blanc, ocre, rouge et jaune, tandis que le plafond de la salle centrale est recouvert d’un velum en toile de coton. Les poteaux sont sculptés et peints des motifs géométriques et ornés de masques, trophées et armes. Virac réalise également des dessus de porte inspirés des « tabous » autochtones.
Une frise haute de trois mètres orne le haut des murs de la salle de la Nouvelle-Calédonie. Elle est divisée en cinq parties symbolisant des scènes typiques de la vie kanak représentant respectivement une scène de guerre, un sorcier, le chef entouré de familles et de cases, la pêche et la récolte du coprah. Une seule partie de cette frise nous est parvenue. Il s'agit d'un dessin préparatoire de Raymond Virac, pour la partie consacrée à la guerre.

Le livre d'or de l'exposition fournit une description de la frise :
« D’abord, la famille : devant les hautes cases coniques, le grand chef est assis ; derrière lui ses fils, sa femme. Les fils ont coiffé une immense perruque en poil de roussette légèrement teintée de violet. La seconde scène de la frise représente la vie guerrière des Canaques : le maniement du casse-tête, le tir à l’arc, le lancement du javelot. Sur des manières de boucliers sont peintes les figures horribles des génies protecteurs des guerriers qui doivent épouvanter l’ennemi. La troisième scène représente le sorcier entouré des hommes qui craignent son pouvoir. Le Sorcier a devant lui les totems hideux, figures symboliques des puissances occultes. Les guerriers sont en cercle autour de lui et l’écoutent avec respect car le Sorcier est un homme redoutable qui prédit l’avenir de la tribu, ses récoltes, ses richesses, ses guerres. La quatrième scène représente le pêcheur, celui qui ne fait pas la guerre mais s’emploie à chercher la nourriture de la tribu en voguant sur son frêle esquif. Enfin la dernière scène illustre l’industrie agricole du Canaque, celle qui fait la richesse de la terre, la récolte du coprah. »

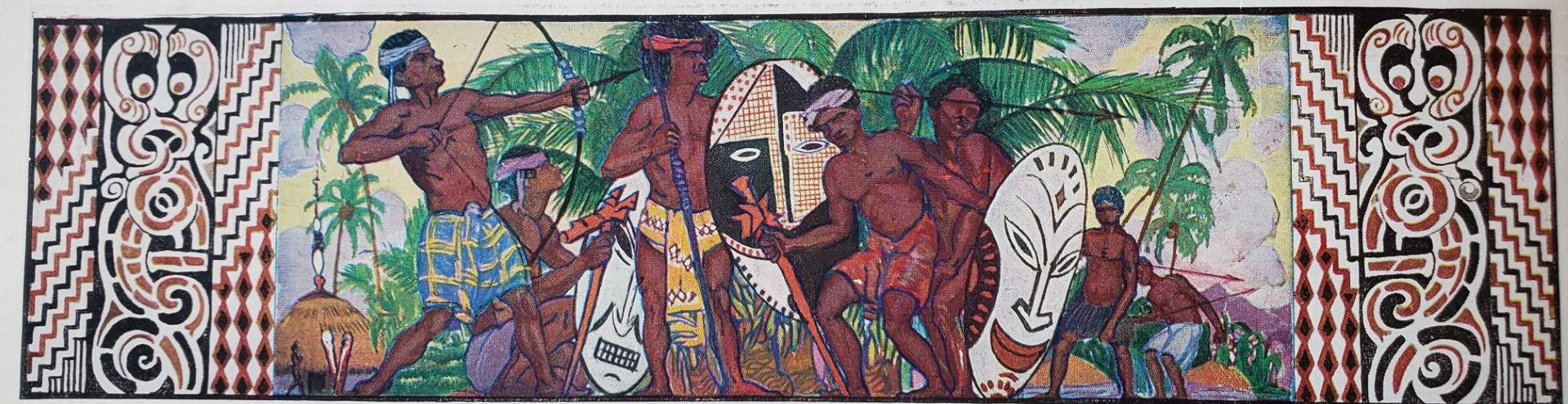
Dessin préparatoire à la frise de la guerre, par Raymond Virac.

Selon le rapport général, la frise aurait été délicatement démarouflée et aurait fait l'objet d'un « envoi spécial ». Cependant, il ne fournit aucune information sur la destination de la frise et celle-ci n'a pour le moment pas été retrouvée.

### Les objets exposés

#### Salle de la Nouvelle-Calédonie
Dans la salle de la Nouvelle-Calédonie sont disposés deux dioramas, également œuvres de Virac. Le premier représente des Kanak récoltant du coprah, le second un élevage européen et une exploitation minière. Plusieurs cartes sont présentes, dont un plan-relief de la Nouvelle-Calédonie créé par le capitaine d'infanterie de marine Weber, ancien membre de la Mission topographique de l'île.
Des vitrines montrent des ouvrages comme les Notes d’ethnologie néo-calédonienne de Leenhardt, le Dictionnaire futunien du R. P. Grézel, les Notes d’ethnologie sur les populations des Nouvelles-Hébrides de Mgr Douceret, mais aussi le livre Chez les mangeurs d’hommes des éditions Ducharte, ou encore La Revue du Pacifique.
La majorité des objets exposés sont des produits du sol ou du sous-sol : café, coprah, cacao, coton, ricin et noix de muscade pour l'agriculture, mais également des conserves de viande et des produits de la mer. Il y a également des échantillons de bois, des peaux d'animaux, de l'écaille.... La société Le Nickel, entre autres, dispose de son propre arrangement dans une vitrine. On y voit des photographies, minerais bruts et produits intermédiaires, ainsi que les produits finis, comme des pièces de monnaie en cupronickel. Les échantillons de café sont également abondants. Tous ces produits visent à convaincre les futurs colons en donnant l'image d'une colonie prospère et fertile.
La salle de la Nouvelle-Calédonie expose plusieurs œuvres kanak, dont deux flèches faîtières mesurant 3,9 et 4 mètres. Il est possible que le pavillon ait également exposé des masques, des sagaies et des massues. De plus, on note la présence de près de 60 peintures, aquarelles et dessins de Roland et Paul Mascart, ainsi que d’œuvres d'Yvonne de Saint-Cyr, de Pierre Jacquot, de Mme Tata et de Paul Jeannin.

#### Salle de Wallis et Futuna

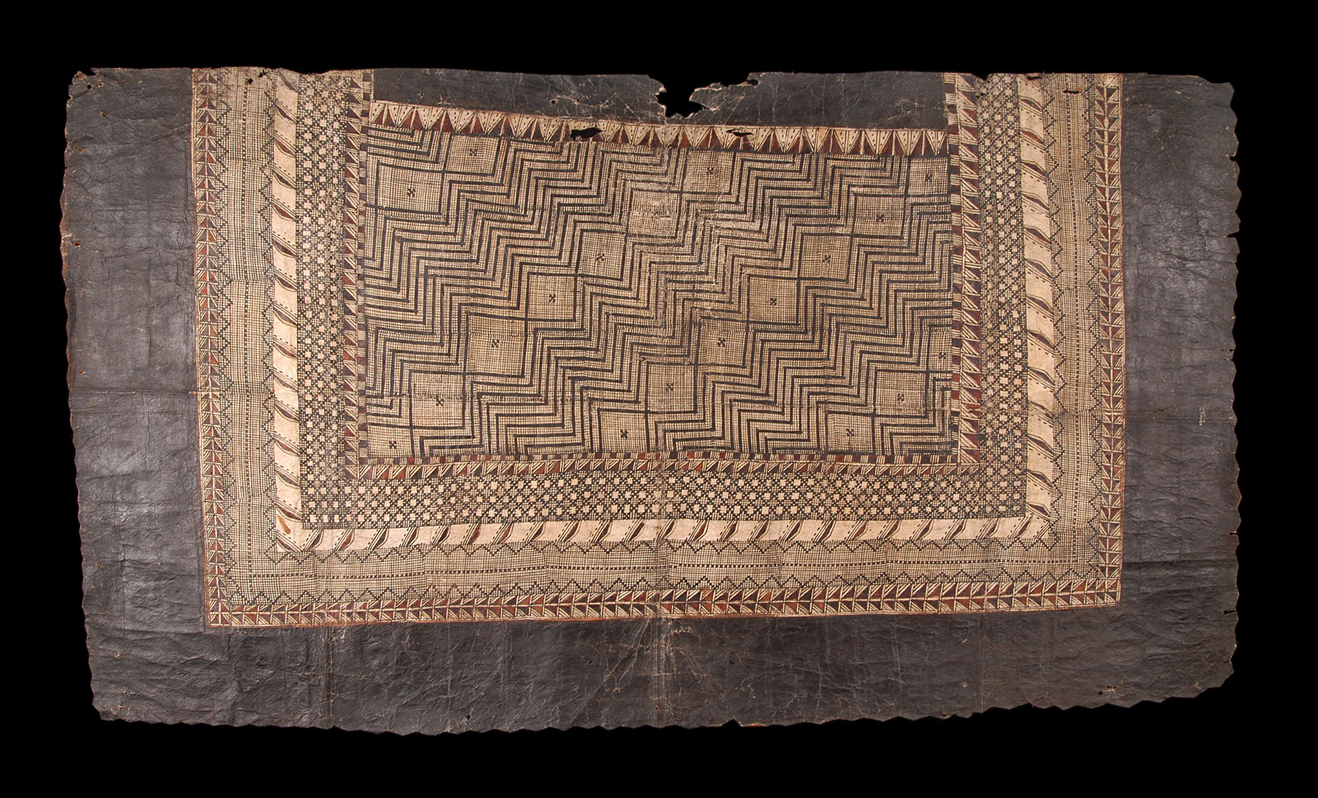
Tapa de Futuna exposé dans le pavillon.

L'accès à cette salle se fait depuis un couloir relié à la salle centrale. Ce couloir est consacré à l’œuvre de la Congrégation mariste. On y trouve des photos, cartes, tableaux et documents montrant l'activité des missionnaires dans la colonie.
Dans la salle de Wallis et Futuna, les murs sont entièrement recouverts de tapa, et peut-être aussi de nattes de fibres de coco tressées. On peut y voir quelques objets : des coquillages, des armes et des vêtements. De ces objets, le musée du quai Branly - Jacques Chirac conserve une boîte à couvercle en fibres de coco décorée de petits coquillages.

#### Salle des Nouvelles-Hébrides
À l'opposé de la salle de Wallis se trouve la salle consacrée aux Nouvelles-Hébrides, précédée par une antichambre où sont présentées les opportunités économiques de l'archipel. Elles sont transcrites par des photographies, graphiques, cartes à grande échelle et échantillons (coton, café, cacao, manioc, coprah et essence de niaouli).

Dans la salle des Nouvelles-Hébrides, les murs sont ornés de harpons, sagaies, casse-tête et masques. Des sculptures et masques en bois et fougère arborescente sont arrivés tardivement (premières semaines de juillet 1931). Il s'agit d'un prêt de Lewis Austin (1898 - 1954), alors directeur des Comptoirs français des Nouvelles-Hébrides. Selon Léon Archimbaud, ces œuvres, qui se trouvent dans la partie circulaire de la salle, sont exposées de manière à créer une « exposition rétrospective de la vie des [...] célèbres « mangeurs d’hommes ».

Quelques objets de la collection Austin alors exposés dans la salle des Nouvelles-Hébrides.
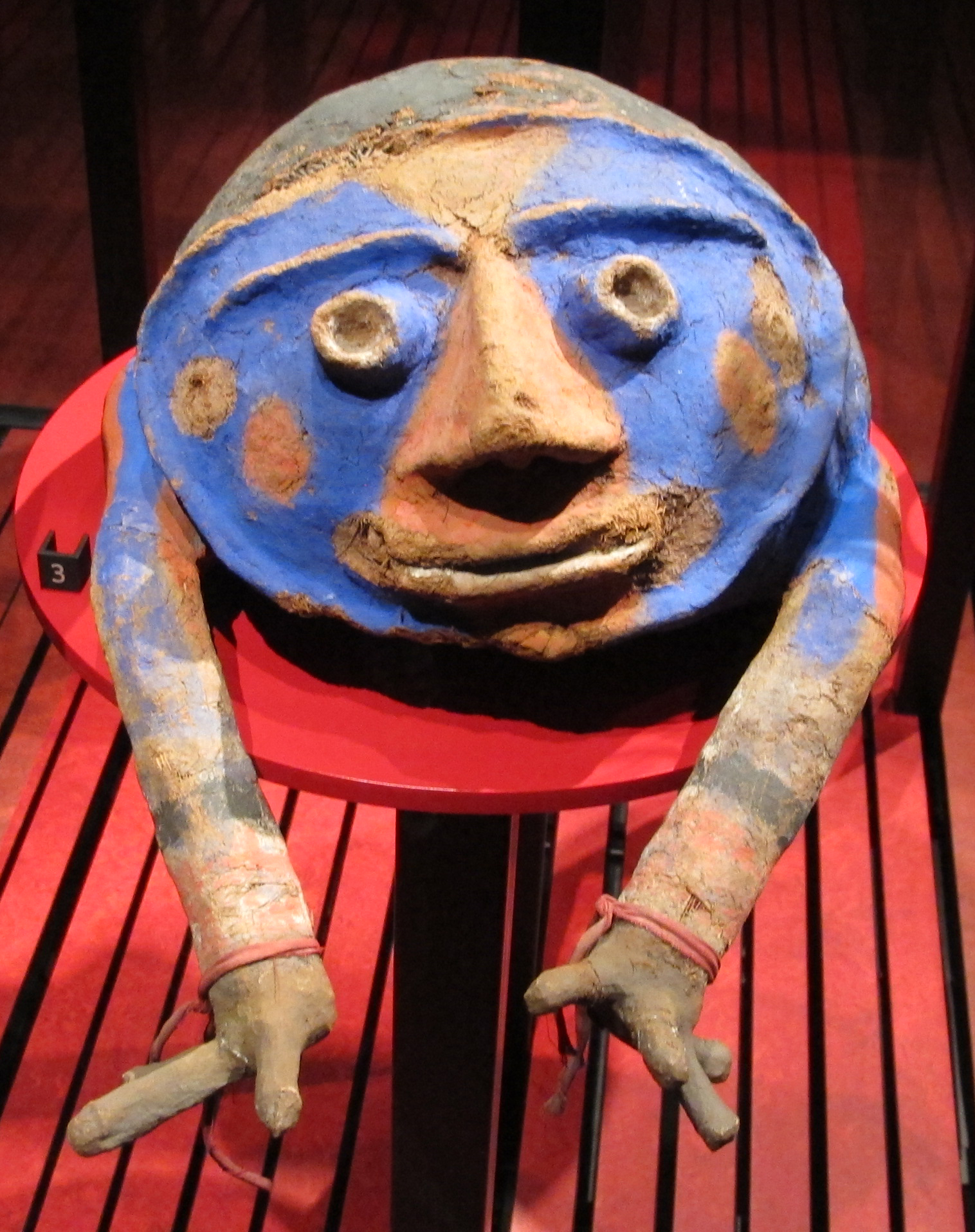
Masque-coiffe temes mbalmbal. Beilliesse (Malekula).
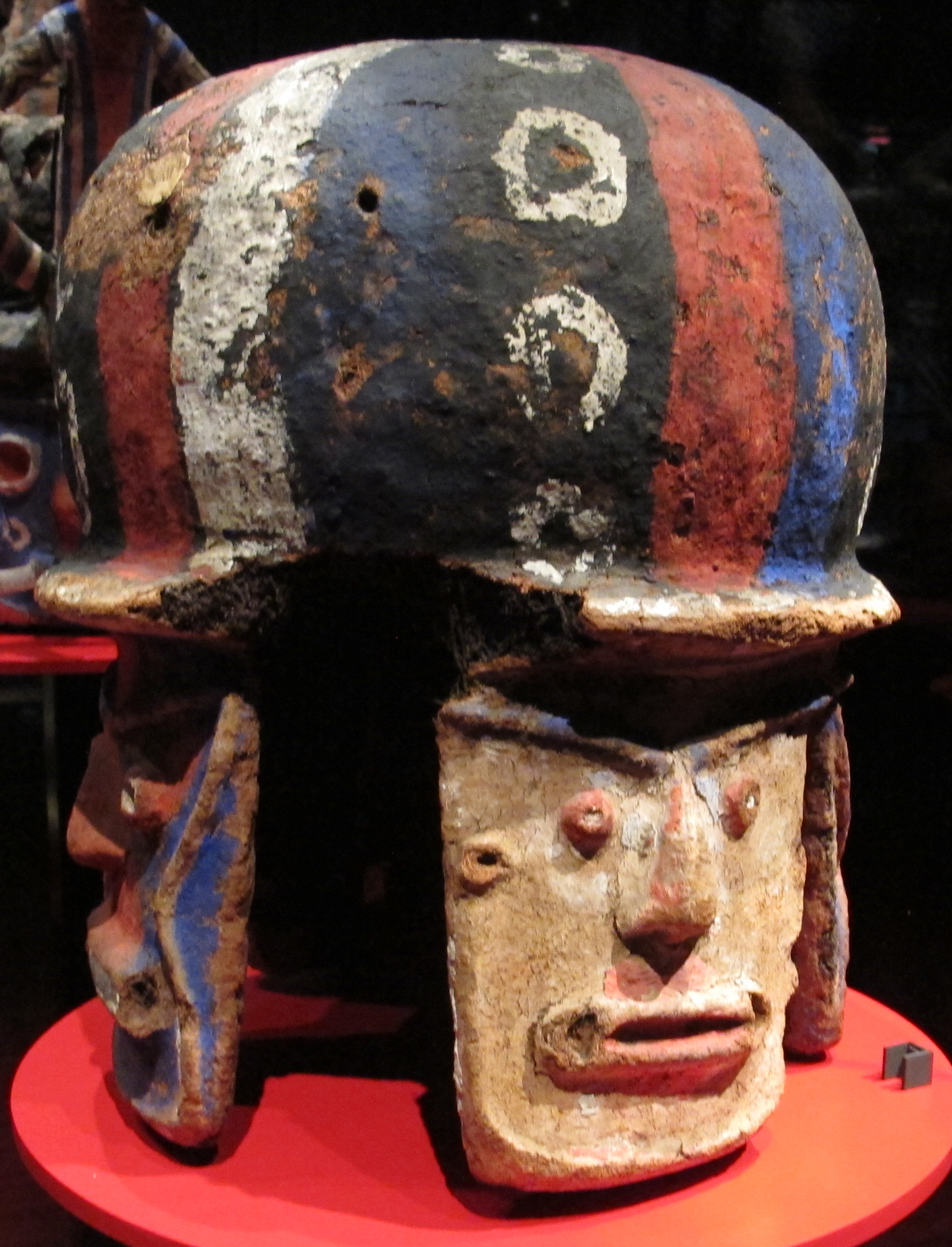
Masque-coiffe temes mbalmbal. Beilliesse (Malekula).
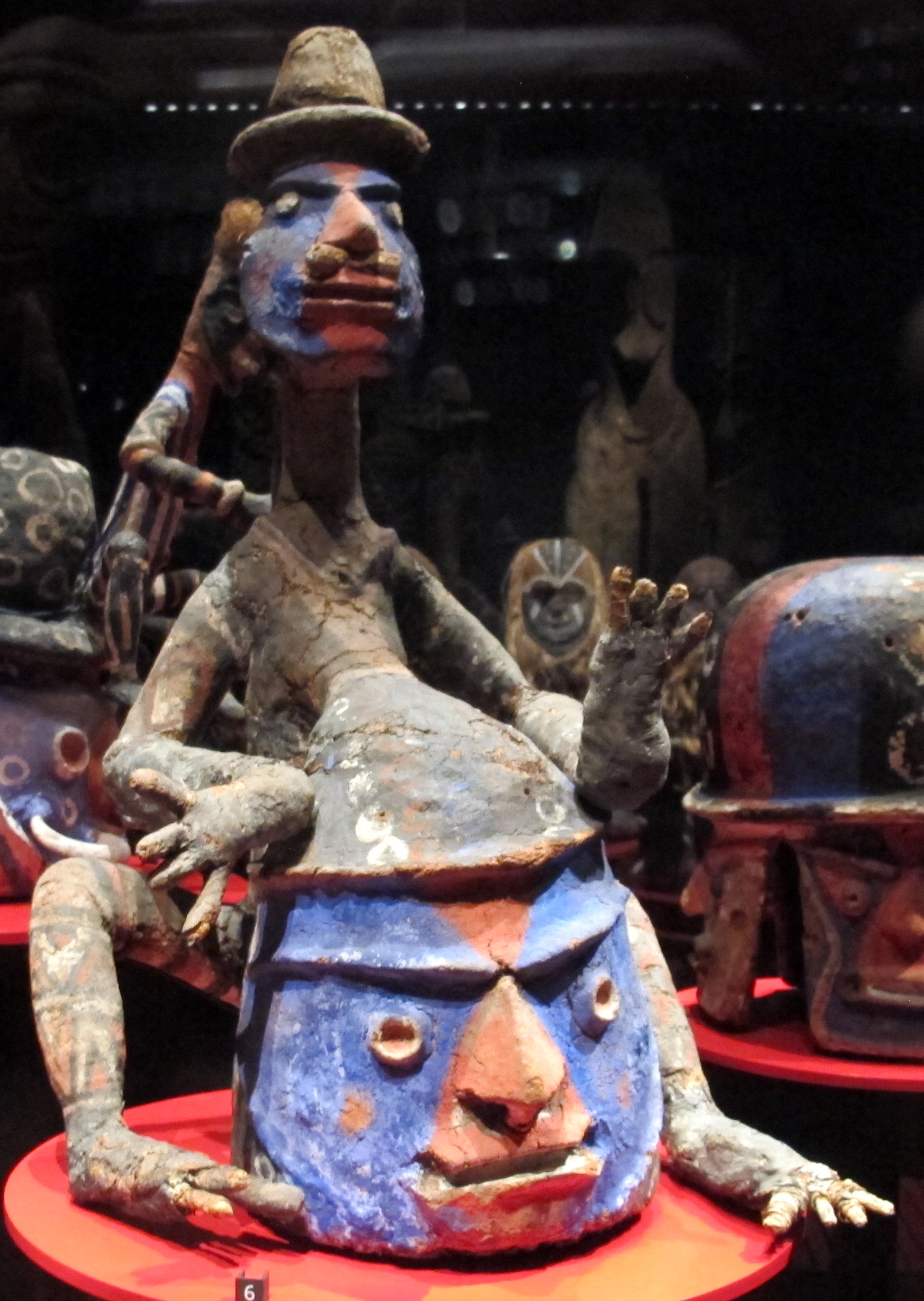
Masque-coiffe temes napal. Beilliesse (Malekula).

Durant l'exposition, les coiffes de cette collection d'objets Ni-Vanuatu sont décrites par le pasteur et ethnologue Maurice Leenhardt :
« Ce sont d’abord de nombreux casques formés par une petite ossature de lamelles de bambous, recouverte de toiles d’araignées. Ils devaient être seyants, lorsqu’ils étaient neufs, et que la toile d’araignée avait les reflets jaunes et soyeux des étoffes choisies pour cet usage. En se représentant leur beauté quand elles sont suspendues, dorées, entre des branches flexibles et qu’on les voit fixées sur un chapeau, on évoque la légende du chef canaque cherchant, pour une fête, à se coiffer du jet d’une saccade ensoleillée ! Mais ces casques ont séjourné dans la fumée des cases, et s’il faut parler de toile d’araignée, l’on ne songe plus qu’à celles qui se couvrent de poussière dans les vieilles remises ! »
À la fin de l'exposition, les œuvres de la collection Austin exposées dans le pavillon ont été mises en dépôt au musée des Colonies puis acquises par l’État en 1933 pour la somme de 5 000 francs. Aux côtés d'autres œuvres exposées dans le pavillon en 1931, elles sont aujourd'hui conservées au musée du quai Branly - Jacques Chirac.

## L'affaire des Kanak du Jardin d'Acclimatation
En amont de l'ouverture de l'Exposition coloniale, et avec l'aval de certains administrateurs coloniaux, la Fédération Française des Anciens Coloniaux (FFAC) décide de recruter une troupe de 111 Kanak (91 hommes, 14 femmes et 6 enfants) afin de présenter un village kanak sur le site de l'exposition. Vu par le gouvernement colonial comme une manière économique de promouvoir la colonie (puisque la FFAC est une organisation privée), le projet ne se déroule cependant pas comme espéré. Tout d'abord, le village est installé au sein du Jardin d'Acclimatation et non pas au bois de Vincennes, puisque la FFAC refuse de payer les frais demandés par les organisateurs de l'exposition, lesquels refusent en échange que la visite du village nécessite l'achat d'un ticket supplémentaire.
De plus, les Kanak ont été recrutés en Nouvelle-Calédonie sous des promesses fallacieuses : on leur a en effet fait croire qu'ils participeraient à la promotion de leur culture, notamment via des spectacles où ils auraient pu danser le « pilou-pilou ». Cependant, une fois arrivés en France, ils sont exhibés comme des sauvages cannibales et polygames. Ils vivent dans des conditions précaires et sont éloignées du site principal de l’Exposition,.
Les Kanak, en réalité contraints à un spectacle mis en scène, sont rapidement déçus et mécontents de leur traitement et des conditions de vie. Ils écrivent des lettres de plainte, dénonçant notamment le non-respect des termes de leur contrat et le décalage avec ce qui leur avait été promis. Des voix critiques s’élèvent, y compris des journalistes et des missionnaires, qui dénoncent l’exploitation et l’humiliation infligées aux Kanak. Cette affaire suscite l’indignation publique, menant à une campagne de presse demandant leur rapatriement ou un meilleur traitement. Par exemple, le 29 avril, un « Calédonien à Paris » écrit une lettre alarmante au ministre des Colonies :
[Les Kanak] ne sont pas très satisfaits de leur séjour à Paris. Au bois de Boulogne ils sont très mal loger [sic]. Il y avait 31 personne [sic] dans une case en toile où il pleut dedans. Ces gens ne peuvent pas dormir de la nuit. En plus de cela ils avait [sic] été dit en Nlle Calédonie qu’ils venaient à Paris pour représenter la Colonie à l’exposition. Mais voilà qu’on parle déjà de les garder 2 ans et il en est partit [sic] une trentaine en Allemagne lundi chose qui ne leur avaient [sic] pas été dit labas [sic]. […] Que c’est honteux de traiter ainsi des gens qui tous parlent français qui ont fait […] dix huit mois de service et même certaint [sic] la Grande Guerre. […]. Ils sont partit [sic] depuis le 11 janvier ils ont toucher [sic] qu’un mois [de salaire]. » (Archives nationales d'Outre-Mer, Aix-en-Provence).
Le ministère des Colonies finit par intervenir en transférant certains Kanak sur le site principal de l’exposition (les autres ayant été envoyés en Allemagne pour des représentations itinérantes). En août, un « théâtre canaque » est aménagé pour eux sur le site du pavillon de la Nouvelle-Calédonie et dépendances. Selon un journaliste de l'époque, les Kanak y dansent le « pilou-ten » et le« pilou-pilou », « au son des coups frappés sur des arbres creux ».

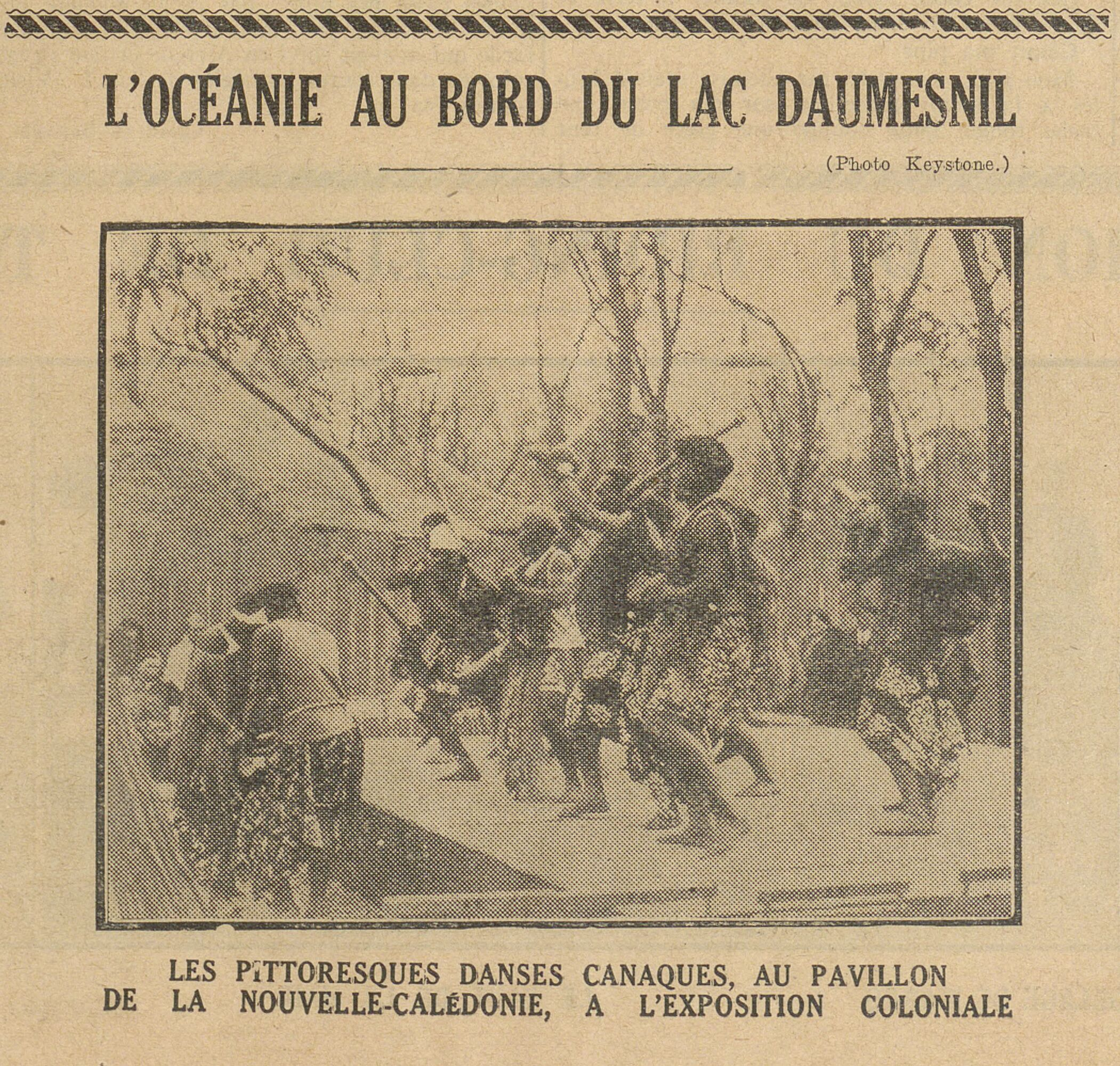
Coupure de presse à la suite de la résolution de l'affaire.

La troupe n'est au complet que fin octobre. Elle quitte la métropole le 11 novembre 1931 pour rentrer en Nouvelle Calédonie, à l'exception de sept hommes qui décident de rester sur place.

## Réception du pavillon

### Réception médiatique

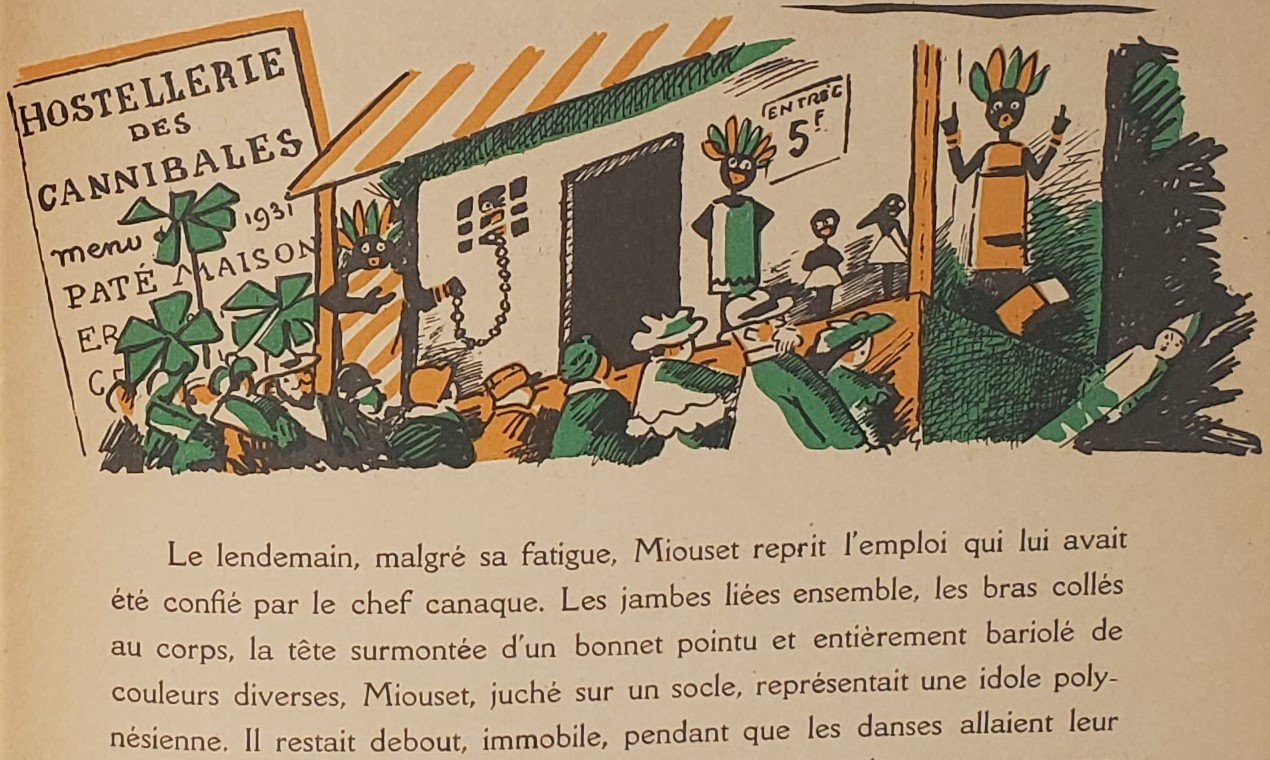
Extrait de "La Famille Bobichon à l'exposition coloniale" (publié en 1930).

Malgré toute la propagande mise en œuvre pour promouvoir le pavillon et la colonie, la présence du pavillon de la Nouvelle-Calédonie et dépendances n'influence pas l'opinion des médias. Contrairement à son voisin, le pavillon des Établissements français de l'Océanie, le pavillon de la Nouvelle-Calédonie ne reçoit pas de traitement élogieux. Les mentions de « mangeurs d’hommes » reviennent dans presque tous les articles, influencés peut-être par l’exposition des Kanak au Jardin d’Acclimatation.
Ainsi, la journaliste Titaÿna propose à ses lecteurs une « amusante […] recette anthropologique » qu'elle dit venue des Nouvelles-Hébrides : « Prenez un garçon d'âge tendre, de préférence de race noire. Videz-le. Assaisonnez-le [...]. Cela fait, découpez-le en morceaux et plongez-le pendant trois jours, dans une marinade ordinaire [...] et faites cuire au four pendant six heures et demie ! ». Un autre auteur prévient quant à lui que « les jolies visiteuses n’apprendront pas sans un petit frisson que là [aux Nouvelles-Hébrides] vivent les derniers « mangeurs d’hommes », qui comptent parmi les tribus les plus barbares et les plus primitives du monde ».

### Bilan à court terme
Le bilan du pavillon de la Nouvelle-Calédonie à l’Exposition coloniale est globalement positif. Plusieurs exposants sont primés, et le pavillon obtient des distinctions, notamment pour des artistes s’étant distingués en décoration. Le bar à café attire les visiteurs au même titre que les articles de presse, et le rapport général assure que la présence de la colonie à l’exposition a rapidement favorisé les échanges entre la métropole et la Nouvelle-Calédonie.
Bien que le rapport général insiste sur la présentation de la Nouvelle-Calédonie comme un territoire de « peuplement blanc », cette image est nuancée dès la fin de l'été 1931 par les spectacles du « théâtre Canaque », qui sont bien accueillis et contribuent à améliorer l'image de la colonie. Aucune colère ou traumatisme n’est signalé dans les articles traitant du retour des Kanak en Nouvelle-Calédonie, et certains montrent même une appréciation positive de leur séjour.

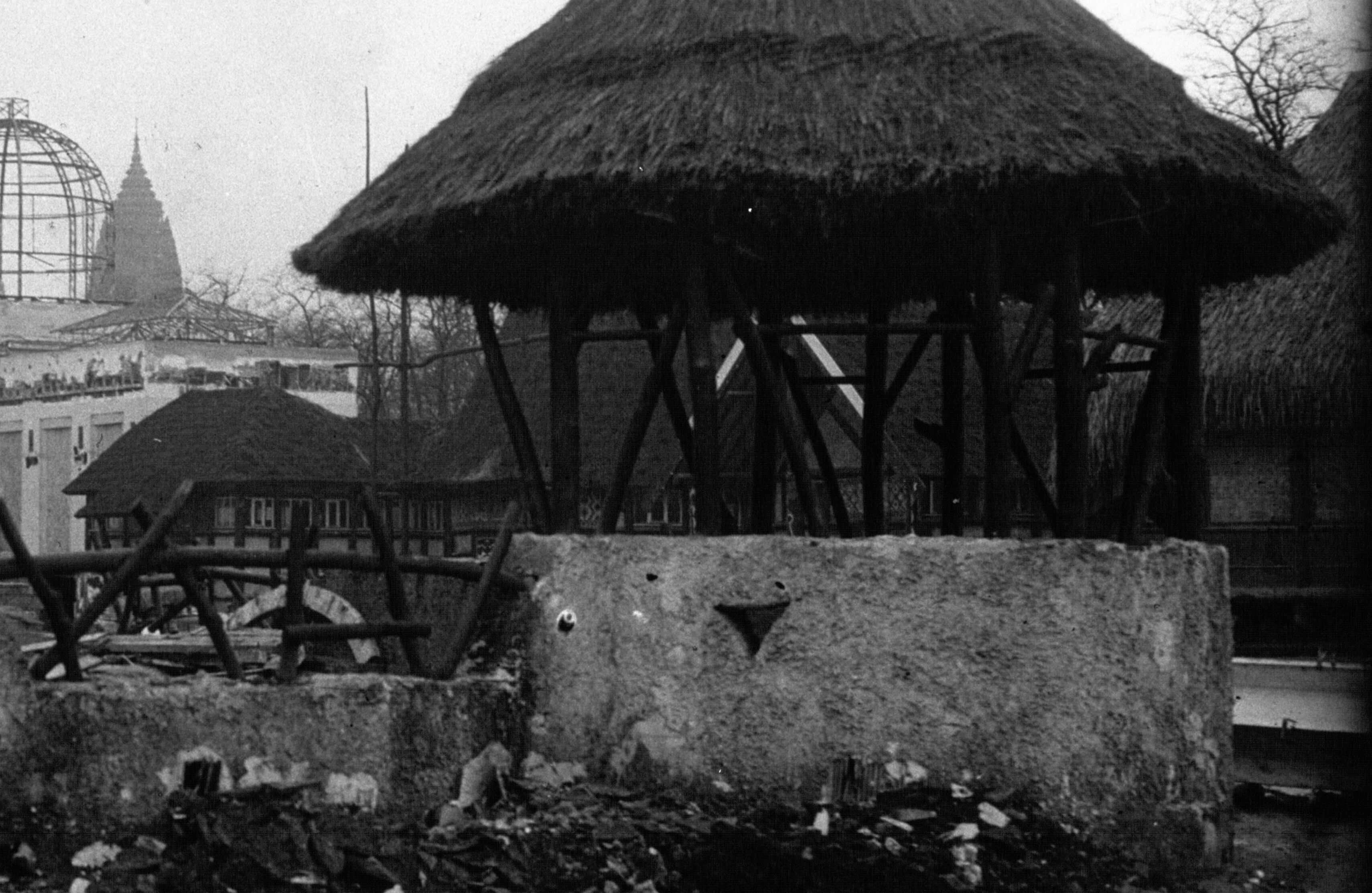
Le pavillon intact de la Nouvelle-Calédonie et dépendances, fin 1931.

Il est possible que, à la suite de rumeurs de prolongation de l'exposition, la démolition du pavillon ait été retardée en raison du succès de ce dernier. En effet, celui-ci était encore intact en janvier 1932.

### Bilan à moyen terme
Il n’est pas possible de considérer que la présence du pavillon de la Nouvelle-Calédonie et dépendances à l’Exposition coloniale de 1931 a eu un réel impact sur la manière dont l’opinion publique et les médias traitent ces colonies du Pacifique. L’historienne Pascale Barthélémy fait le même constat à l’échelle de l’Exposition coloniale et des autres colonies mises en scène : « Quant au grand public, il est, d’une façon générale, difficile de percevoir ses réactions. Le fait que 33,5 millions de billets aient été vendus [...] suffit-il à dire que l’Exposition fut à l’origine d’une « mentalité impériale » ? Les 20 000 écoliers convoyés par des caravanes scolaires à l’été 1931 sont-ils devenus des fervents partisans de la colonisation ? ».
Les rares sondages réalisés à l'époque n'indiquent pas que l'exposition ait provoqué des changements d'opinion au sein de la société. L'Exposition coloniale n’a donc pas réussi à marquer les esprits ni à s’inscrire durablement dans la mémoire et l’imaginaire collectifs des Français.
Bien que le ministère des Colonies et le commissariat de la Nouvelle-Calédonie et de ses dépendances aient pu limiter le scandale lié à la troupe kanak du Jardin d’Acclimatation, le pavillon et sa propagande n'ont pas suffi à modifier l’opinion publique, qui continue de percevoir les Kanak et Ni-Vanuatu comme des « mangeurs d'hommes » et la Nouvelle-Calédonie comme un lieu de déportation. Cependant, selon Catherine Hodeir et Michel Pierre, « si le public continue d’associer l’univers mélanésien avec celui de l’anthropophagie, il le doit plus à une certaine littérature ou à un certain cinéma de l’époque, tel le film Chez les Mangeurs d’hommes, bien plus qu’à la manifestation de Vincennes elle-même ».